# IRB Pacific Nations Cup 2014
L'IRB Pacific Nations Cup 2014 è stata la nona edizione dell'IRB Pacific Nations Cup, torneo di rugby che vede la partecipazione delle selezioni del Pacifico.
A differenza delle precedenti competizioni, il torneo è stato diviso in due conferenze di tre squadre ciascuna, con due tornei distinti e due vincitori.
Le Samoa sono emerse come vincitrici del titolo della conferenza Pacific Islands davanti a Figi e Tonga, mentre il Giappone ha vinto la conferenza Asia/Pacific rimanendo imbattuta davanti a Stati Uniti e Canada.

## Squadre partecipanti
| Asia/Pacific                      | Pacific Islands        |
| --------------------------------- | ---------------------- |
| - Canada - Giappone - Stati Uniti | - Figi - Samoa - Tonga |

## ConferenzaAsia/Pacific

### Incontri
| Data           | Incontro               | Risultato | Sede       |
| -------------- | ---------------------- | --------- | ---------- |
| 7 giugno 2014  | Canada ― Giappone      | 25–34     | Burnaby    |
| 14 giugno 2014 | Stati Uniti ― Giappone | 29–37     | Carson     |
| 21 giugno 2014 | Stati Uniti ― Canada   | 38–35     | Sacramento |

### Classifica
|  | Classifica  | G | V | N | P | PF | PS | diff. | BM | BS | PT |
|  | ----------- | - | - | - | - | -- | -- | ----- | -- | -- | -- |
|  | Giappone    | 2 | 2 | 0 | 0 | 71 | 54 | +17   | 1  | 0  | 9  |
|  | Stati Uniti | 2 | 1 | 0 | 1 | 67 | 72 | -5    | 2  | 0  | 6  |
|  | Canada      | 2 | 0 | 0 | 2 | 60 | 72 | -12   | 1  | 1  | 2  |

## ConferenzaPacific Islands

### Incontri
| Data           | Incontro      | Risultato | Sede    |
| -------------- | ------------- | --------- | ------- |
| 7 giugno 2014  | Samoa ― Tonga | 18–18     | Apia    |
| 14 giugno 2014 | Figi ― Tonga  | 45–17     | Lautoka |
| 21 giugno 2014 | Figi ― Samoa  | 13–18     | Suva    |

### Classifica
|  | Classifica | G | V | N | P | PF | PS | diff. | BM | BS | PT |
|  | ---------- | - | - | - | - | -- | -- | ----- | -- | -- | -- |
|  | Samoa      | 2 | 1 | 1 | 0 | 36 | 31 | +5    | 0  | 0  | 6  |
|  | Figi       | 2 | 1 | 0 | 1 | 58 | 35 | +23   | 1  | 1  | 6  |
|  | Tonga      | 2 | 0 | 1 | 1 | 35 | 63 | -28   | 0  | 0  | 2  |